# معركة الدلتا
معركة الدلتا هي موقعة بحرية بين الجيش المصري، وقوم أطلق عليهم شعوب البحر، دارت قرابة عام 1178 أو 1175 قبل الميلاد حين قام رمسيس الثالث، فرعون مصر وقتها، بمقاومة غزو بحري كبير أطلقته شعوب البحر على مصر. دارت المعركة بمكان ما بالقرب من السواحل الشرقية لدلتا النيل، وعلى الحدود المصرية السورية، إلا أن الموقع بالتحديد مجهول. وتعتبر هذه المعركة هي أول معركة بحرية في التاريخ،[بحاجة لمصدر] وسجلت وقائعها على جدران معبد رمسيس الثالث الجنائزي بمدينة هابو (بالقرب من الأقصر حاليا).

## خلفية تاريخية
عرف شعوب البحر المتوسط بعدد من الأسماء، مثل تيكر وبيليست وشردان وغيرها. في القرن الثاني عشر قبل الميلاد، قاموا بغزو الشرق الأوسط من ناحية شرق البحر المتوسط، من خلال إمبراطورية حتي (أرض الحيثيين)، التي مروا بها ودمرا عاصمتها هاتوشا. كما قاموا بغزو سوريا وفلسطين حيث أحرقوا ودمروا أيضا العديد من المدن. كما لحق الضرر بقبرص وتدمرت عاصمتها. كان من الجلي أن هدف هذه القوات المبتغى هو أرض شاسعة وغنية بالموارد، كمصر، حيث أنهم لم يسعوا إلى غنائم الأرض فحسب، بل لاحتلال الأرض نفسها. كانت رغبة شعوب البحر عظيمة في الاستيلاء على أرض تصلح للاستيطان، وبدا لهم أن مصر هي الاختيار الأمثل. ولهذا، كان دفاع المصريين في تلك الحرب مستميتا، حيث كانت مصر تحت الحصار تقريبا وتدافع عن وجودها ضد الاحتلال. ويعتبر الهجوم الذي شنته شعوب البحر المتوسط من أخطر التهديدات التي واجهتها مصر القديمة على الإطلاق، حيث لم يقل خطرهم عن خطر الهكسوس. وتصف لنا نقوش معبد رمسيس الثالث الجنائزي كيف استطاع في معركته الناجحة ضد العدو، على الحدود المصرية السورية، وقف زحفه إلى داخل المملكة المصرية وحدودها الآسيوية.